# Bombningen i Sadrstaden 2006
Bombningen i Sadrstaden 2006 inträffade den 23 november då mellan 3 och 5 bilbomber sprängdes inom loppet av 15 minuter i den shiamuslimskt dominerade stadsdelen Sadrstaden i Bagdad. Utöver bilbomberna användes även ett flertal granater och förövarna anses ha varit sunnitiska islamister - troligtvis knutna till al-Qaida i Irak. Bombningarna besvarades av shiitiska milismän med granatattacker mot sunnimuslimskt dominerade områden vilket i sin tur resulterade i 10 dödsoffer. Bombattackerna är en av de blodigaste terrordåden som inträffade under Irakkriget.

## Bombdådet och efterverkningar
Det första dygnet var det oklart hur många liv som krävts då dödssiffran hela tiden steg. Enligt officiella siffror omkom 215 människor och 257 skadades. Otaliga bombattentat i Irak har sedan mitten av 2003 krävt tusentals dödsoffer, flertalet civila shiamuslimer. Efter attentaten införde de irakiska myndigheterna utegångsförbud i Bagdad och huvudstadens internationella flygplats stängdes med. Militära och säkerhetspolitiska experter var övertygade om att dåden kommer öka sannolikheten för att ett totalt inbördeskrig utbryter mellan Iraks shiamuslimska och sunnitiska befolkning. Många kritiker till kriget anser emellertid att ett inbördeskrig redan pågår i Irak.